# پالسترینا
جووانّی پی‌یرلوئیجی داپالسترینا (ایتالیایی: Giovanni Pierluigi da Palestrina)، (حدود ۱۵۹۴ - ۱۵۲۵) آهنگساز ایتالیایی موسیقی مذهبی دورهٔ رنسانس بود که خود را وقف کلیسای کاتولیک کرد. او تأثیری پایا بر پیشرفت موسیقی کلیسایی داشته‌است. اوج سبک پِلی‌فونیک در دورهٔ رنسانس را در آثار او می‌توان مشاهده کرد.

## زندگی‌نامه
پالسترینا در شهر پالسترینا در نزدیکی رم به دنیا آمد. شواهد بیانگر این هستند که او رم را برای اولین بار در سال ۱۵۳۷ بازدید می‌کند، زمانی که در لیست آوازخوانان گروه کر باسیلیکای سنتاماریا ماجوره نام برده شده‌است. زندگی و پیشهٔ او بیشتر در رم متمرکز بود.
پالسترینا به عنوان یک موسیقیدان تحت تأثیر سبک پلی‌فونیک اروپای شمالی (که در اصل به خاطر دو آهنگساز معروف هلندی، گیوم دوفه و ژوسکن د پره، که بخش مهمی از پیشهٔ خود را در ایتالیا گذرانده بودند، در آنجا رایج بود) به سن بلوغ رسید. در آن زمان، هنوز فردی که از نظر مهارت در پلی‌فونی قابل مقایسه با دوفی و ژوسکن باشد، در ایتالیا وجود نداشت.
از سال ۱۵۴۴ تا ۱۵۵۱، پالسترینا نوازندهٔ ارگ کلیسای جامع سن آگاپیتو، کلیسای اصلی زادگاه خود بود. اولین ساخته‌های منتشر شدهٔ او که یک کتاب از مس‌های ساختهٔ او بود،بسیار مورد علاقهٔ پاپ ژولیوس سوم واقع شد، به‌گونه‌ای که در سال ۱۵۵۱ پالسترینا را به سمت سرپرستیِ گروه کر باسیلیکای سن پیترو برگزید. در حقیقت این کتاب مس‌ها، اولین کتاب از یک آهنگساز ایتالیایی بود، زیرا در ایتالیای عصر پالسترینا، بیشتر آهنگسازان موسیقی مذهبی، اهل کشورهای هلند، بلژیک، فرانسه، پرتغال و اسپانیا بودند.
در طول دههٔ بعد، پالسترینا موقعیت‌هایی مشابه موقعیت خود در کلیسای سن پیترو را در دیگر کلیساهای رم، به خصوص باسیلیکای سنت جان لاتران (۱۵۶۰ - ۱۵۵۵)، باسیلیکای سنتاماریا مجیوره (۱۵۶۶ - ۱۵۶۱) داشت. در سال ۱۵۷۱ او به کلیسای سن پیترو بازگشت و تا پایان عمر خود آنجا ماند. دههٔ ۱۵۷۰، دههٔ سختی در زندگی شخصی او بود. او برادر، دو پسر و همسر خود را در سه زمان مختلف بر اثر شیوع طاعون از دست داد (به ترتیب: ۱۵۷۲،۱۵۷۵،۱۵۸۰). به نظر می‌رسد در این زمان او در نظر داشته کشیش شود اما به جای آن این بار با یک بیوهٔ ثروتمند ازدواج می‌کند. این موضوع بالاخره به او استقلال مالی می‌دهد (به عنوان سرپرست گروه کر پول زیادی به او داده نمی‌شد) و او می‌تواند تا زمان مرگش به میزان زیادی آهنگسازی کند.
پالسترینا در سال ۱۵۹۴، بر اثر بیماری پلورزی در رم درگذشت. همانطور که معمول بود، او در همان روزی که درگذشت، به خاک سپرده شد. در مراسم خاکسپاری او، یک سرود مذهبی پنج قسمتی برای سه گروه کر خوانده شد.

## موسیقی و شهرت

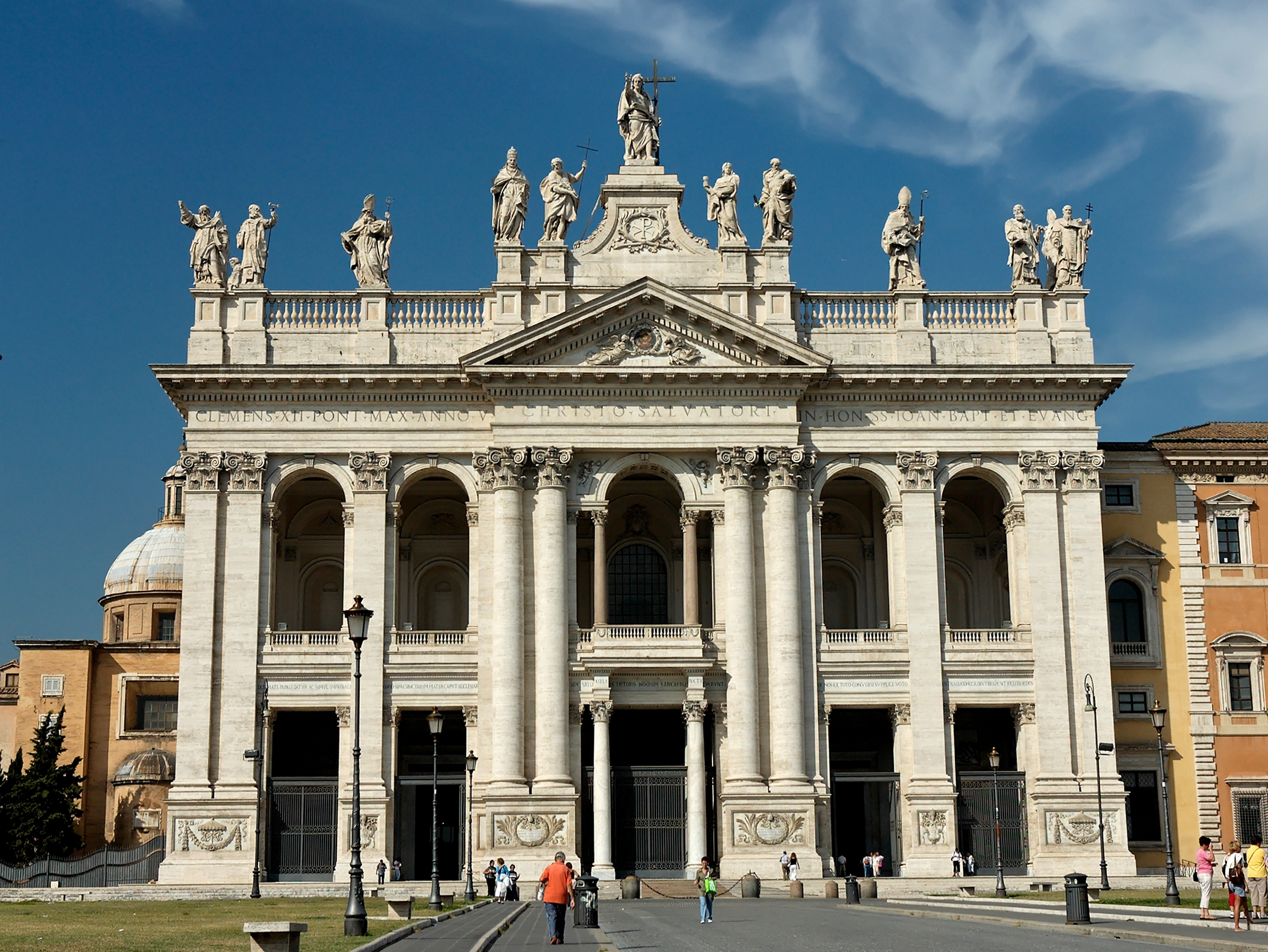
نمای باسیلیکا از سینت جان در رم، جایی که پارلسترینا در آن رهبر ارکستربود

پالسترینا صدها اثر از خود برجای گذاشت. این آثار شامل ۱۰۵ مس، بیش از ۳۰۰ موتت و حداقل ۱۴۰ مادریگال می‌شود. عقیدهٔ او در رابطه با مادریگال به‌گونه‌ای مبهم بود.
مس‌های پالسترینا نشان‌دهندهٔ این هستند که سبک آهنگسازی او چگونه در طی زمان تغییر کرده است. قطعهٔ Missa sine nomine او به طور مخصوصی برای یوهان سباستین باخ جذاب بوده است، بطوریکه باخ آن را در حین نوشتن مس در سی مینور خود مطالعه و اجرا می‌کرده‌است. بسیاری از مس‌های پالسترینا بین سال‌های ۱۵۵۴ تا ۱۶۰۱، در سیزده جلد به چاپ رسیده‌است. هفت جلد آخر بعد از مرگ او انتشار یافته‌است.
یکی از مهمترین آثار پالسترینا، مس پاپ مارسلوس است. مدت‌ها این تصور رواج داشت که مس پاپ مارسلوس باید همان اثری بوده باشد که شورای ترانت را به ادامهٔ اجرای مس‌های پلی‌فونیک در آیین نیایش کلیسای کاتولیک متقاعد کرده است. اما اکنون می‌دانیم که این اثر چنین نقشی ایفا نکرده و بازتابی است از خواست شورا برای تجسم واضح و بی‌پیرایهٔ متن مقدس. این مس به پاپ مارسلوس دوم، که برای مدتی کوتاه در ۱۵۵۵ به زمامداری رسید تقدیم شده و این زمانی است پالسترینا یکی از آوازخوانان گروه همسرایان پاپ بود. مس پاپ مارسلوس برای کر آ کاپلا دربردارندهٔ شش خط آوازی، یک سوپرانو، یک آلتو، دو تنور و دو باس ساخته شده‌است.
یکی از نشانه‌های موسیقی پالسترینا این است که دیسونانس‌ها در ضرب‌های ضعیف یک میزان آورده می‌شوند. این کار، پلی‌فونی ملایمتر و مطبوع‌تری را ایجاد می‌کرد که اکنون به عنوان معین کنندهٔ موسیقی رنسانس پسین در نظر گرفته می‌شود.
پالسترینا در طول زندگی خود شهرت زیادی داشت. با این حال، شهرت او پس از مرگش بیشتر شد. استفاده از سبک پالسترینا در نوشتن موسیقی قدیمی مدرسهٔ رومی توسط تعدادی از شاگردانش، مانند جیووانی ماریا نانینو، راگیرو جیووانلی، آرکنجلو کریولی، تئوفیلو گارگاری، فرانچسکو سوریانو و گرگوریو الگری ادامه یافت. همچنین ممکن است سالواتور ساکو و جیووانی دراگونی نیز از شاگردان پالسترینا باشند.